# Disturbios de Brixton de 1995
Los Disturbios de Brixton de 1995 empezaron el 13 de diciembre después de la muerte del joven negro de 26 años, Wayne Douglas, bajo custodia policial. El problema detonó entre la gente que se manifestaba pacíficamente fuera de la Comisaría de Brixton donde ocurrió la muerte. Involucró a varios centenares de personas, resultando en daños a las propiedades y vehículos del área. La policía acordonó un área de dos millas (tres kilómetros) alrededor de Brixton, en el distrito londinense de South London.
El disturbio duró cinco horas. Fueron arrestadas 22 personas con cargos de desorden público, robo y daños criminales. Tres agentes de policía resultaron heridos.
El diputado primer ministro de ese momento, Michael Heseltine, condenó los disturbios y dijo que "los esfuerzos por mejorar Brixton continuarían".

## Muerte de Wayne Douglas
Wayne Douglas estaba bajo custodia policial para ser interrogado acerca de un robo en una casa. La policía informó que se murió de un infarto en la comisaría mientras era interrogado. Aunque la autopsia de Douglas reveló que había muerto de un fallo cardíaco, la investigación dio a conocer que había sido puesto boca abajo con las manos esposadas por detrás de su espalda en cuatro ocasiones diferentes. La autopsia también mostró que Douglas sufría enfermedades cardíacas.

## Causas
Provocado el disturbio por la muerte de Douglas bajo custodia policial, muchos comentaristas vieron el disturbio como una manifestación de asuntos de importancia más amplia.
La BBC informó que Alex Owolade, presidente del grupo antirracista Movement for Justice ("Movimiento por la Justicia), explicó que la violencia era muestra de una rebelión contra años de "injusticia racista" en un área empobrecida y plagada por la tensión racial.
El New York Times informó que los residentes locales fueron ultrajados por la muerte de un hombre negro en custodia policial y vieron los disturbios como una expresión de la alienación en un área empobrecida devastada por los disturbios raciales de 1981. El New York Times cita a Harold Douglas, de 39 años, diciendo: 

"Lo de anoche ocurrió porque la única vez que un hombre negro es mirado y escuchado es cuando sale a la calle... Causan un millón de libras en daños y entonces la gente empieza a darse cuenta."

En una conferencia de prensa el en ese tiempo Comisionado de la Policía Metropolitana Paul Condon dijo, tal como se cita:

"No era Brixton la que se sublevaba anoche. Era una pequeña minoría de gamberros y criminales, quienes, como siempre, estaban buscando la oportunidad de embarcarse en actividades criminales."

SchNEWS citó a un residente local, identificada solamente como "Laura", diciendo:

"La gente local no sólo está enfadada con la muerte de Wayne Douglas sino por la gentrificación de Brixton. Las casas del consejo y las casas okupadas están siendo vendidas y los pubs locales como el 'Atlantic', tradicionalmente gerenciados por gente negra, fue abierto la semana pasada por yuppies como 'The Dog Star'. En la rabia éste fue destrozado, saqueado y quemado. Los treinta y tres millones de libras de ayuda al desarrollo, incluyendo el CCTV sólo es para beneficio de los grandes negocios, no para los propietarios locales."

SchNews citó a otro residente local, identificado como "Joyce", diciendo:

"La gente hacía barricadas. Había centenares de personas involucrada, la mayoría gente negra y blanca del barrio, no eran forasteros. Fue una combinación de que la gente negra muere bajo custodia policial y la situación en la que se encuentra Brixton en este momento. El lugar está siendo yuppificado por la City, mientras que los centros para el desempleo, los parques y las bibliotecas están siendo cerrados."

## Los disturbios
Según se informó, los piquetes que se habían situado delante de la comisaría de policía de Brixton tras la muerte de Douglas se convirtieron en una marcha Brixton Road abajo. Estalló la violencia entre la policía y alrededor de 100 manifestantes. Los testigos informaron que habían escuchado a grupos de jóvenes negros gritando «¡Asesinos, asesinos!» a la policía. Algunos testimonios visuales describieron la actuación de la policía en la manifestación como de "increíble mano dura".
La policía informó de que centenares de jóvenes negros y blancos participaron en el disturbio. Los alborortadores atacaron a la policía, saquearon tiendas y quemaron coches. De acuerdo a la policía, "los agentes llevaban ropas protectoras porque tenían informes de que estaban lanzando proyectiles".
En un intento de contener los disturbios alrededor de 50 agentes de policía en uniforme de disturbio formaron líneas para cerrar la calle principal de Brixton (Brixton Road) , impidiendo la entrada en el área. Brixton había sido escenario de diturbios en 1981 y en 1985. La policía también acordonó un área de dos millas alrededor de Brixton y cerro la estación de metro de Brixton así como la de Stockwell. También se envió un helicóptero para que vigilara la zona.
Se informó de que se disparó cuando el centro de la manifestación se desplazó al área del cine Ritzy. También se informó que un grupo de por lo menos diez manifestantes tiraron a un policía motorizado de su moto.
El Dogstar, en Coldharbour Lane estaba entre los negocios atacados por los manifestantes. Anteriarmente era el Atlantic, un pub predominantemente de negros, y recientemente restaurado, con nuevos dueños.
El disturbio posteriormente evolucionó en lo que la fuerza policial denominó "pequeñas bolsas de conflicto alrededor del área central de Brixton".
La policía afirmó: "Les hemos dado todas las oportunidades de dispersarse pacíficamente pero ellos no lo han hecho."